# Ludwig Bemelmans
Ludwig Bemelmans (Merano, 27 de abril de 1898 — Nova Iorque, 1º de outubro de 1962) foi um escritor e ilustrador austríaco de livros infantis e um chef gourmet internacionalmente conhecido. Seu trabalho mais notável foi a série Madeline.

## Biografia
Bemelmans nasceu em Merano, na então Áustria-Hungria, hoje uma cidade italiana. Seu pai, o pintor Lambert Bemelmans e sua mãe, Frances Fischer, tinham um hotel. Ludwig cresceu em Gmunden, Alta Áustria, um falante natural de francês e de alemão como segunda língua.
Em 1904 seu pai deixou a família e fugiu com a governanta da casa, que educava Ludwig. Sua mãe deixou a cidade e levou Ludwig e seu irmão para sua cidade natal, Ratisbona, na Alemanha. Bemelmans tinha dificuldades na escola pois detestava o estilo alemão de disciplina. Era um aprendiz de seu tio Hans Bemelmans em um hotel na Áustria, mas atirou, ferindo seriamente, um garçom. Tendo de optar entre ser preso em uma instituição para menores e emigrar para os Estados Unidos, escolheu mudar-se.
Nos próximos anos frequentou hotéis e restaurantes estadunidenses até que, em 1917, alistou-se no exército. Não foi enviado à Alemanha devido à sua origem germânica. Tornou-se, contudo, um oficial do exército e foi promovido a segundo-tenente. Ele escreve sobre suas experiências no exército no livro Minha Guerra com os Estados Unidos (My war with the United States). Em 1918, naturalizou-se como um cidadão americano.
Na década de 20, Ludwig tentou tornar-se um artista e pintor enquanto trabalhava em hotéis, mas teve dificuldades significativas. Sua série de quadrinhos, "As Incríveis Aventuras do Conde Bric a Brac" (The Thrilling Adventures of the Count Bric a Brac) foi retirada das páginas do New York World depois de seis meses. Ele associou-se com Ervine Metzl, um ator de comerciais e ilustrador que tinha descrito-se várias vezes como um amigo, agente e "artista fantasma" de Ludwig.

## Vida pessoal
Bemelmans conheceu sua futura esposa, Madeleine "Mimi" Freund quando era uma modelo no estúdio de Metzl.

## Carreira
No começo da década de 30 ele conheceu May Hassee, uma editora de livros infantis na Viking Press, que tornou-se uma espécie de parceira. Ele começou a publicar livros para crianças, começando por "Hansi", em 1934. Publicou seu primeiro livro da série Madeline em 1939 pela Simon and Schuster depois de ser rejeitado pela Viking.
Em 1953 apaixonou-se por um pequeno bistrô de Paris chamado "La Colombe" no Ile de la Cité e comprou-o. Ele pintou murais no local e teve o lugar por dois anos antes de vendê-lo para Michel Valette, que o converteu em um notável cabaré.
Bemelmans também escreveu diversos livros adultos, incluindo trabalhos cômicos sobre viagens e também roteiros para filmes, como Yolanda and the Thief. Em seu tempo em Hollywood, tornou-se um amigo próximo da decoradora de interiores Elsie de Wolfe.
O único trabalho artístico de Bemelman exposto ao público é o mural intitulado Central Park, que fica nas paredes do Bar Bemelmans no Hotel Carlyle, em Nova Iorque. Ele pintou também para a sala de jantar para crianças do iate do bilionário grego Aristóteles Onassis, Christina O, para sua filha Christina Onassis.
Ludwig Bemelmans está enterrado no Cemitério Nacional de Arlington, na sepultura 2618 da seção 43.

## SérieMadeline
“Em uma velha casa de Paris, que estava coberta de videiras, viviam doze jovens garotas em duas linhas retas... a mais pequena delas era Madeline.”

— Início de todos os livros da coleção.
Sua série de maior sucesso, Madeline possui 7 exemplares, 6 deles publicados em vida e um descoberto depois de sua morte e publicado como obra póstuma, todos começando de forma idêntica. Os livros contam a história de Madeline Fogg, uma garota órfã que vive em um orfanato com outras meninas, todas sob os cuidados de uma freira, Senhorita Clavel. Outras personagens incluem Pepito, filho do embaixador espanhol, que vive na casa ao lado; Lorde Covington (chamado de Cucuface pelas garotas), dono da casa; e Genevieve, um cachorro que resgata Madeline de um afogamento no segundo livro.
1. Madeline, 1939: Madeline precisa retirar seu apêndice.
2. Madeline's Rescue, 1953: Madeline é resgatada do rio por um cachorro. Vencedor da Medalha Caldecott de 1954.
3. Madeline and the Bad Hat, 1956: O "chapéu ruim" é Pepito, filho do embaixador espanhol, cujas atitudes cruéis chocam Madeline.
4. Madeline and the Gypsies, 1959: Madeline e Pepito aventuram-se em um circo cigano
5. Madeline in London, 1961: Pepito muda-se para Londres e Madeline e as garotas vão visitá-lo
6. Madeline's Christmas, 1985: Todos na casa estão resfriados, menos Madeine.
7. Madeline in America and Other Holiday Tales, 1999: Madeline herda uma fortuna de seu rico bisavô americano. O livro também revela o nome completo da protagonista: "Madeline Fogg".

### Adaptações
- O primeiro livro, Madeline, foi adaptado para um curta-metragem animado homônimo em 1952 nomeado ao Oscar. Foi dirigido por Robert Cannon para a produtora estadunidense UPA e publicada pela Columbia Pictures.

- Entre 1990 e 1995, uma série animada foi feita para a televisão com a narração em rima feita por Christopher Plummer.

- Um filme baseado em vários dos filmes foi feito em 1998, dirigido por Daisy von Scherler Mayer e estrelando Hatty Jones como Madeline, Frances McDormand como Miss Clavel e Nigel Hawthorne como Lorde Covington.

## Livros
- 1934: Hansi
- 1936: The Golden Basket
- 1937: My War with the United States
- 1937: The Castle Number Nine
- 1938: Life Class - Um esboço autobiográfico
- 1938: Quito Express (diário de viagem)
- 1939: Madeline
- 1939: Small Beer (baseado em sua experiência em Hollywood)
- 1940: Fifi
- 1941: At Your Service
- 1941: Hotel Splendide
- 1941: The Donkey Inside
- 1942: Rosebud
- 1942: I Love You, I Love You, I Love You
- 1943: Now I Lay Me Down to Sleep
- 1945: The Blue Danube
- 1946: Hotel Bemelmans
- 1947: A Tale of Two Glimps
- 1947: Dirty Eddie
- 1948: The Best of Times: An Account of Europe Revisited
- 1949: The Eye of God
- 1950: Sunshine: A Story about the City of New York
- 1952: How to Travel Incognito
- 1952: The Happy Place
- 1953: Father, Dear Father
- 1953: Madeline's Rescue
- 1953: The Borrowed Christmas
- 1954: The High World
- 1955: Parsley
- 1955: To the One I Love the Best, Ludwig narra sua amizade com Elsie de Wolfe.
- 1956: Madeline and the Bad Hat
- 1957: The Woman of My Life
- 1958: My Life in Art
- 1959: Madeline and the Gypsies
- 1960: Welcome Home!
- 1960: Are You Hungry, Are You Cold
- 1960: How to Travel To Europe All to Yourself
- 1961: Italian Holiday
- 1961: Madeline in London
- 1962: Marina
- 1962: On Board Noah's Ark
- 1963: The Street Where the Heart Lies
- 1964: La Bonne Table. Excertos e artigos envolvendo comida e bebida, editado por Donald e Eleanor Friede
- 1966: The Elephant Cutlet
- 1985: Tell Them It Was Wonderful: Selected Writings (compilação póstuma de várias histórias autobiográficas)